# Tycho Muda
Tycho Robbert Muda (Amsterdam, 14 augustus 1988) is een Nederlands roeier. Hij is meervoudig Nederlands kampioen in verschillende nummers en vertegenwoordigt Nederland in de nationale equipe.

## Biografie

### Jeugd
Tycho begon met roeien bij Roeivereniging Weesp, samen met zijn tweelingbroer Vincent Muda. Hier werden de eerste halen gemaakt die zouden leiden tot een succesvolle roeicarrière. Onder begeleiding van coach Anne Wagenaar zijn groeiden de twee broers uit tot twee redelijk succesvolle junioren. 
Na een aantal jaar bij Weesp te hebben geroeid stapten Tycho en Vincent over naar RIC, te Amsterdam. Hier roeiden zij twee jaar in een junioren acht en wonnen onder andere de Heineken Roeivierkamp, de Head of the River Amstel en de ARB. In 2005 werden zij uitgezonden naar de Coupe de la Jeunesse in Eton, echter zaten ze hier niet bij elkaar in de boot. Tycho roeide hier in de 4- en Vincent in de 8+. 
In 2006 wonnen de broers drie Nationale titels en verdienden hiermee een uitzending naar het Junioren WK te Amsterdam in de vierzonder. Ze moesten hier genoegen nemen met een zevende plek.

### Senioren
In 2007 maakten Tycho en Vincent de overstap naar de A.A.S.R. Skøll en hiermee naar het senioren roeien. Zij wisten uit te blinken aan de nationale top van het lichte roeien en bemachtigden drie NK titels in de LSA2-, LSA4- en de SA8+. Een uitzending naar het SB WK in de vierzonder werd hierdoor veilig gesteld. De vier eindigde op een vierde plek in de A-finale.
In 2008 werden vele overwinningen behaald met als uitschieter een bronzen medaille in Brandenburg (Duitsland) op het SB WK in de lichte tweezonder. Het jaar erop roeiden ze naar een zilveren medaille in hetzelfde veld in Racice (Tsjechië). Dit jaar roeiden de broers ook hun eerste senioren-WK in de lichte vierzonder samen met Tim Heijbrock en Roeland Lievens, met de zesde plek in de A-finale moesten de vier genoegen nemen. 2010 zou een lang jaar worden met de Wereld Kampioenschappen pas in oktober. Hierdoor kreeg de tweeling de kans om in hun favoriete nummer, de tweezonder, naar het SB WK te gaan. Op de roeibaan in Brest werd de gouden plak bemachtigd. In september volgde een minder goed verlopen Europees Kampioenschap, dit eindigde in een derde plek in de B-finale. Op Lake Karapiro in Nieuw-Zeeland werd in 2010 het WK gehouden. De broers startten hier wederom in de vierzonder met Tim Heijbrock en Roeland Lievens. De A-finale werd behaald en ze roeiden hierin naar de vijfde plek.
Tycho studeerde Sport Management en Marketing aan de Hogeschool van Amsterdam. Hij is samen met Vincent eigenaar van de MudaGym in Amsterdam en is hij hoofdtrainer bij RowStudio Amsterdam. Hij woont in Hilversum.

## Prestaties
| Jaar | Toernooi  | Plaats           | Klasse             | Prestatie |
| ---- | --------- | ---------------- | ------------------ | --------- |
| 2006 | NK        | Amsterdam        | J18 4-             | 1e        |
| 2006 | NK        | Amsterdam        | SB4-               | 1e        |
| 2006 | NK        | Amsterdam        | J18 2-             | 1e        |
| 2006 | JWK       | Amsterdam        | 4-                 | 7e        |
| 2007 | World Cup | Amsterdam        | LSA4-              | 10e       |
| 2007 | NK        | Amsterdam        | SA8+               | 1e        |
| 2007 | NK        | Amsterdam        | LSA4-              | 1e        |
| 2007 | NK        | Amsterdam        | LSA2-              | 1e        |
| 2007 | WK <23    | Strathclyde      | LSB4-              | 4e        |
| 2008 | NK        | Amsterdam        | LSB2-              | 1e        |
| 2008 | World Cup | Luzern           | LSB2-              | 5e        |
| 2008 | WK <23    | Brandenburg      | LSB2-              | 3e        |
| 2008 | World Cup | Banyoles         | SA2-               | 3e        |
| 2009 | WK <23    | Racice           | LSB2-              | 2e        |
| 2009 | WK        | Poznan           | LSA4-              | 6e        |
| 2010 | Varsity   | Houten           | Hoofdnummer (SA4+) | 2e        |
| 2010 | NK        | Amsterdam        | SA2-               | 2e        |
| 2010 | NK        | Amsterdam        | SA4-               | 1e        |
| 2010 | World Cup | Bled             | LSA4-              | 5e        |
| 2010 | World Cup | Luzern           | LSA4-              | 6e        |
| 2010 | WK <23    | Brest            | LSB2-              | 1e        |
| 2010 | EK        | Montemar-O-Velho | LSA4-              | 9e        |
| 2010 | WK        | Lake Karapiro    | LSA4-              | 5e        |